# Юрковка (Могилёвская область)
Юрковка (бел. Юркаўка) — деревня в Кричевском районе Могилёвской области Белоруссии. Входит в состав Ботвиновского сельсовета.

## География
Деревня находится в северо-восточной части Могилёвской области, в пределах Оршанско-Могилёвской равнины, при железнодорожной линии Могилёв — Рославль, на расстоянии примерно 10 километров (по прямой) к западу-северо-западу (WNW) от Кричева, административного центра района. Абсолютная высота — 174 метра над уровнем моря.
Климат деревни характеризуется как влажный континентальный (Dfb в классификации климатов Кёппена).

## История
В конце XVIII века входила в состав Мстиславского воеводства Великого княжества Литовского.
Согласно «Списку населенных мест Могилёвской губернии» 1910 года издания деревня входила в состав Комаровичской волости Чериковского уезда Могилёвской губернии. В деревне имелось 45 дворов и проживало 297 человек (147 мужчин и 150 женщин).

## Население
По данным переписи 2009 года, в деревне проживало 18 человек.